# Leynilögga
Leynilögga (též Cop Secret) je islandský hraný film z roku 2021, který režíroval islandský fotbalista Hannes Þór Halldórsson podle vlastního scénáře. Snímek měl světovou premiéru na Mezinárodním filmovém festivalu v Locarnu dne 10. srpna 2021. V ČR byl uveden v roce 2022 na filmovém festivalu Febiofest pod názvem Policejní tajemství.

## Děj
Bússi je považován za nejlepšího policistu v celém Reykjavíku, čehož si je sám dobře vědom. Při své práci ovšem používá nepřiměřené množství síly, což se ne vždy líbí jeho nadřízeným. Momentálně vyšetřuje sérii bankovních loupeží, při kterých ale nebylo nic ukradeno. Lupičům se podaří vždy uniknout. Hörður je nová vycházející hvězda policejního sboru v Garðabæru. Velmi bohatý, bývalý model hovořící plynně 15 jazyky dosahuje také vynikajících policejních výsledků. Policejní šéfka pro dopadení gangu z Bússiho a Hörðura udělá parťáky. Když je přepadena další banka, podaří se zadržet jednu členku gangu. Stefanía je však propuštěna a dovede tak Bússiho a Hörðura na stopu Rikkiho, hlavy gangu, který chystá velkou loupež.

## Obsazení
| Auðunn Blöndal                 | Bússi                              |
| Egill Einarsson                | Hörður                             |
| Steinunn Ólína Þorsteinsdóttir | Þorgerður                          |
| Sverrir Þór Sverrisson         | Klemenz                            |
| Björn Hlynur Haraldsson        | Rikki                              |
| Vivian Ólafsdóttir             | Stefanía                           |
| Rúrik Gíslason                 | Omar                               |
| Jón Gnarr                      | starosta Reykjavíku, tedy sám sebe |

## Ocenění
- Brussels International Fantastic Film Festival: nominace v evropské soutěži
- Mezinárodní filmový festival v Locarnu: nominace na Zlatého leoparda (Hannes Þór Halldórsson a Lilja Ósk Snorradóttir)
- Nordische Filmtage Lübeck: nominace do soutěže; Preis des Freundeskreises za nejlepší filmový debut (Hannes Þór Halldórsson)
- Febiofest: nominace na nejlepší komedii